# Apple M1 Ultra
Ne doit pas être confondu avec Apple M1 Max.
Apple M1 Apple M2
L'Apple M1 Ultra est un système sur une puce ARM 64 bits (SoC) pour ordinateur de bureau conçu par Apple Inc. Il est annoncé le 8 mars 2022, et est la troisième puce à utiliser une architecture ARM sur des Macintosh. Il est composé de 2 puces M1 Max a l’intérieur pour obtenir 8 fois plus de puissance que la puce M1.

## Conception

### CPU
La puce M1 Ultra embarque un CPU big.LITTLE de 20 cœurs avec 16 cœurs à hautes performances et 4 cœurs à haute efficacité énergétique.

### GPU
La puce M1 Ultra possède un GPU à 48 ou 64 cœurs (selon les versions) à 1 278 MHz.

### Taille de la puce
La taille de la puce M1 Ultra est 3 fois plus grande que la puce de la carte graphique RTX 3090.

### Mémoire vive
L'Apple M1 Ultra est configurable avec 64 Go de mémoire soudée ou 128 Go.

## Produits
La puce M1 ultra est utilisée dans le Mac Studio.